# Ashland (Califòrnia)
Ashland és una concentració de població designada pel cens dels Estats Units a l'estat de Califòrnia. Segons el cens del 2000 tenia 20.793 habitants.

## Demografia
Segons el cens del 2000, Ashland tenia 20.793 habitants, 7.223 habitatges, i 4.868 famílies. La densitat de població era de 4.363,2 habitants/km².
Dels 7.223 habitatges en un 40% hi vivien nens de menys de 18 anys, en un 39,7% hi vivien parelles casades, en un 20,5% dones solteres, i en un 32,6% no eren unitats familiars. En el 24,3% dels habitatges hi vivien persones soles el 6,8% de les quals corresponia a persones de 65 anys o més que vivien soles. El nombre mitjà de persones vivint en cada habitatge era de 2,83 i el nombre mitjà de persones que vivien en cada família era de 3,39.
Per edats la població es repartia de la següent manera: un 28,5% tenia menys de 18 anys, un 10% entre 18 i 24, un 35,1% entre 25 i 44, un 17,3% de 45 a 60 i un 9,1% 65 anys o més.
L'edat mediana era de 31 anys. Per cada 100 dones de 18 o més anys hi havia 91,7 homes.
La renda mediana per habitatge era de 40.811 $ i la renda mediana per família de 43.202 $. Els homes tenien una renda mediana de 33.943 $ mentre que les dones 31.092 $. La renda per capita de la població era de 18.134 $. Entorn de l'11,9% de les famílies i el 14,3% de la població estaven per davall del llindar de pobresa.

## Poblacions properes
El següent diagrama mostra les poblacions més properes.